# Alexander af Hessen og ved Rhinen
Prins Alexander Ludwig Georg Friedrich Emil af Hessen og ved Rhinen (15. juli 1823 – 15. december 1888) var tredje søn og fjerde barn af storhertug Ludvig 2. af Hessen og ved Rhinen og Wilhelmine af Baden.

## Ægteskab
I 1851 giftede prins Alexander sig med den borgerligt fødte Julia Hauke. Hun var datter af den polske viceforsvarsminister. Da Julia var et år gammel, blev hendes far udnævnt til polsk-russisk greve, og hun blev dermed komtesse.
På grund af Julias borgerlige oprindelse var ægteskabet morganatisk. Dette betød, at Julia Hauke og hendes børn ikke blev optaget i Hessens Storhertuglige Hus, og at børnene ikke fik arveret til tronen.
Prins Alexander var medlem af det regerende fyrstehus indtil sin død, og han bevarede livet igennem sin høje stilling i det hessenske samfund. 
Ved brylluppet blev Julia udnævnt til grevinde af Battenberg. I 1858 blev hun adelsprinsesse af Battenberg. Disse titler gik i arv til hendes børn.

## Børn og børnebørn
Prins Alexander og Julia Hauke fik en datter og fire sønner. 
- Prinsesse Marie af Battenberg (1852 – 1923), gift med greve Gustav Ernst til Erbach-Schönberg, titulær fyrste fra 1903.
  - Alexander (1872–1944), fyrste og greve til Erbach-Schönberg, gift i 1900 med prinsesse Elisabeth til Waldeck-Pyrmont (1873–1961)
  - Maximilian (1878–1892)
  - Viktor (1880–1967), gift i 1909 med grevinde Erzsébet Széchenyi de Sárvár-Felsõvidék (1888–1977)
  - Edda (1883–1966), gift i 1910 med prins Wilhelm til Stolberg-Wernigerode (1870–1931)
- Louis af Battenberg (1854 – 1921), skiftede navn til Mountbatten i 1917, markis af Milford Haven fra 1917, gift i 1884 med prinsesse Viktoria af Hessen og ved Rhinen (datterdatter til dronning Victoria af Storbritannien).
  - Alice af Battenberg (1885–1969), gift 1903 med prins Andreas af Grækenland og fik 5 børn. Sønnen Prins Philip, hertug af Edinburgh var gift med dronning Elizabeth 2. af Storbritannien.
  - Louise af Battenberg (1889–1965), dronning af Sverige, gift 1923 med Gustav 6. Adolf af Sverige.
  - George Mountbatten, 2. markis af Milford Haven (1892–1938), gift 1916 med grevinde Nadejda Mountbatten, markise af Milford Haven og fik 2 børn.
  - Louis af Battenberg (1900 – 1979), jarl af Burma fra 1947, gift 1922 med Edwina Cynthia Annette Ashley og fik 2 børn.
- Alexander 1. af Bulgarien (1857 – 1893), var Bulgariens regerende fyrste fra 1879 til 1886, gift 1889 (morganatisk) med operasangerinde Johanna Loisinger (1865–1951), parret blev kendt som greven og grevinde af Hartenau.
  - Assen (Ludvig Alexander) Hartenau (1890–1965),  greve af Hartenau
  - Zwetana (Marie Therese Vera) (1893–1935), grevinde af Hartenau.
- Henrik Moritz af Battenberg (1858 – 1896), gift 1885 med prinsesse Beatrice af Storbritannien (datter af dronning Victoria af Storbritannien).
  - Alexander Mountbatten, 1. markis af Carisbrooke (1886–1960), skiftede navn til Mountbatten i 1917, markis af Carisbrooke fra 1917, gift i 1917 med lady Irene Denison (1890–1956). De fik datteren lady Iris Mountbatten (1920–1982).
  - Dronning Victoria Eugenie af Spanien (1887 – 1969), gift 1906 med kong Alfons 13. af Spanien, farmor til kong Juan Carlos af Spanien og oldemor til kong Felipe 6. af Spanien.
  - Leopold Mountbatten (1889–1922), skiftede navn til Mountbatten i 1917, oprindeligt prins af Battenberg, fra 1917 kendt som lord Leopold Mountbatten, Han led af en blødersygdom, og han døde under en operation.
  - Maurice af Battenberg (1889–1914), faldt i begyndelsen af 1. verdenskrig.
- Franz Joseph af Battenberg (1881–1924), bulgarsk oberst og tronfølger, gift 1897 med prinsesse Anna af Montenegro (1874–1971), de fik ingen børn. Som enke var Anna den sidste, der brugt titlen prinsesse af Battenberg.